# Combined Charging System
Combined Charging System, förkortat CCS, är en snabbladdningsstandard för elfordon som levererar högspänd ström via en elektrisk kontakt som är en kombination av en växelströmskontakt med ett likströmsalternativ.

## Relaterade standarder
Växelström: för laddning IEC 61851-1 och 61851-22; för själva kontakten IEC 62196-1 och IEC 62196-2 (typ 1 och 2).
Likström: för laddning IEC 61851-1 och 61851-23; för själva kontakten IEC 62196-1 och 62196-3 (Combo 1 och 2). 
Kommunikation fordon–laddstation: ISO/IEC 15118, DIN SPEC 70121 och SAE J2847/2.